# Kol Nidrei
Kol Nidrei, op. 47 (כָּל נִדְרֵי, aussi connu comme « Tous les vœux », le sens de la phrase en araméen), est une œuvre pour violoncelle et orchestre écrite en 1880 par Max Bruch pour la communauté juive de Liverpool.

## Histoire
Bruch a terminé la composition à Liverpool, Grande-Bretagne, avant sa publication à Berlin en 1881. L'œuvre a été créée par Robert Hausmann qui en est le dédicataire. Plus tard, Robert Hausmann a également créé le Double Concerto de Brahms, avec Joseph Joachim, dédicataire du fameux Concerto pour violon no 1 de Max Bruch.

## L'œuvre
Kol Nidrei a pour titre initial : Adagio sur deux mélodies hébraïques pour violoncelle et orchestre avec harpe op. 47 ; il utilise deux mélodies hébraïques et consiste en une série de variations sur deux principaux thèmes d'origine juive. Le premier thème, qui donne son titre à la pièce, vient de la prière Kol Nidre qui est récitée durant le service du soir du Yom Kippour. Dans le traitement de la mélodie par Bruch, le violoncelle imite la voix rhapsodique du hazzan qui chante la liturgie dans la synagogue. Le second sujet de la pièce est tiré de la section médiane de l'arrangement par Isaac Nathan du O Weep for Those that Wept on Babel's Stream, un poème lyrique de Lord Byron faisant partie d'un ensemble appelé Hebrew Melodies (qui contient également le fameux poème She Walks in Beauty (en)).
Bruch était protestant et a été confronté pour la première fois avec la mélodie de Kol Nidre lorsque son professeur Ferdinand Hiller l'a introduit dans la famille Lichtenstein, dont le chef de famille était chantre-en-chef à Berlin. Le chantre Abraham Jacob Lichtenstein est connu pour avoir des relations cordiales avec de nombreux musiciens chrétiens et a encouragé la curiosité de Bruch pour la musique populaire juive. Alors que certains commentateurs comme Arnold Schönberg (qui a écrit lui aussi un arrangement du Kol Nidre) ont critiqué le manque de sentiment juif dans son Kol Nidrei, Bruch n'a jamais prétendu écrire de la musique juive. Il a simplement voulu intégrer dans sa composition des allusions à la musique juive.
L'œuvre est écrite pour un violoncelle soliste, deux flûtes, deux hautbois, deux clarinettes, deux bassons, quatre cors, deux trompettes, trois trombones, timbales, harpe et cordes. Sa durée est d'environ dix minutes.

## Sources
- (en) Cet article est partiellement ou en totalité issu de l’article de Wikipédia en anglais intitulé « Kol Nidrei (Bruch) » (voir la liste des auteurs).